# Alejandro Flores Brito
El general Alejandro Rafael Flores Brito es un militar mexicano retirado. Nacido el 30 de septiembre de 1945 en el estado de Guerrero, obtuvo el grado de general brigadier en 1998 por el Senado de la República, y tiene el título de ingeniero constructor, además de una Maestría en Sistemas.
Fue profesor en la Escuela Militar de Ingenieros de la Ciudad de México. 
El general Flores Brito, se ha destacado siempre por su aguda inteligencia y gran talento. Ha sido reconocido por su profundo conocimiento de la ciencia, el arte y la cultura. Es por ello un estudioso constante del acontecer humano y de sus producciones culturales. 
El 5 de febrero de 2009 frustró un intento de asalto a su domicilio por 5 personas. El general Flores Brito empuñó su arma calibre nueve milímetros, matando a 2 de los asaltantes. El general, herido luego de haber sido alcanzado por dos balas en la mano y antebrazo derecho, detuvo a un ladrón herido y a 2 de sus cómplices, mientras los demás escaparon. Finalmente el general Flores Brito fue llevado al Hospital Militar y los asaltantes fueron capturados, confesando que su intención era robar la residencia a como diera lugar. Estos hechos sucedieron pocos días después del asesinato por narcotraficantes del general Enrique Tello Quiñones. 
El general Flores Brito, siempre se ha caracterizado por su lealtad a la Patria y al Ejército Mexicano. 